# ゴリムマブ
ゴリムマブ（Golimumab）は、関節リウマチ・潰瘍性大腸炎の治療薬の一つ。分子標的治療薬であり、ヒト型抗ヒトTNFαモノクローナル抗体製剤である。商品名シンポニー、開発コードCNTO 148。

## 薬理
関節リウマチ・潰瘍性大腸炎患者において、TNFαと結合することにより、TNFαによる生体内情報伝達を阻害する。
同様にTNF-αに対する抗体としてレミケード、ヒュミラがある。TNF-αレセプターとヒト免疫グロブリンFc部分を結合させたエンブレルは、正確にはTNF-αに対する抗体ではない。

## 適応症
- 関節リウマチ
- 潰瘍性大腸炎

## 副作用
- 感染症特、に肺結核・肺炎・敗血症など
- アレルギー反応

など